# Lagunillas (Zulia)
Lagunillas es una población del estado Zulia (Venezuela), que pertenece a la parroquia Venezuela, está ubicada en el municipio Lagunillas, estado Zulia. La población de Lagunillas es la capital de la parroquia Venezuela. Además es la única población de Venezuela ubicada por debajo del nivel del mar y además contiene el punto más bajo del país ubicada a una altitud de -8 metros.

## Ubicación
Lagunillas se encuentra entre Ciudad Ojeda al norte y Bachaquero al sur, abarcando desde la carretera R hasta la carretera W.

## Origen etimológico
Lagunillas recibe su nombre de las lagunas y pantanos naturales que hay en la región y del pueblo de palafitos que originalmente había en el lago de Maracaibo frente a sus costas.

## Historia
Lagunillas de Agua era un pueblo de palafitos fundado por los indígenas sobre las aguas del lago de Maracaibo. Cuando comenzó la explotación petrolera a comienzos del siglo XX, se construyeron campos petroleros para los trabajadores en tierra firme fundándose Lagunillas de Tierra (la actual Lagunillas), para tal fin la Shell construyó el muro de contención para ganarle tierra al lago como hacían ellos en los Países Bajos.
La explotación petrolera creó una capa aceitosa sobre el lago de Maracaibo que se incendió provocando la destrucción de Lagunillas de Agua.
Luego del incendio de Lagunillas de Agua en 1939, los habitantes de esta fueron reubicados en Ciudad Ojeda.

## Sectores

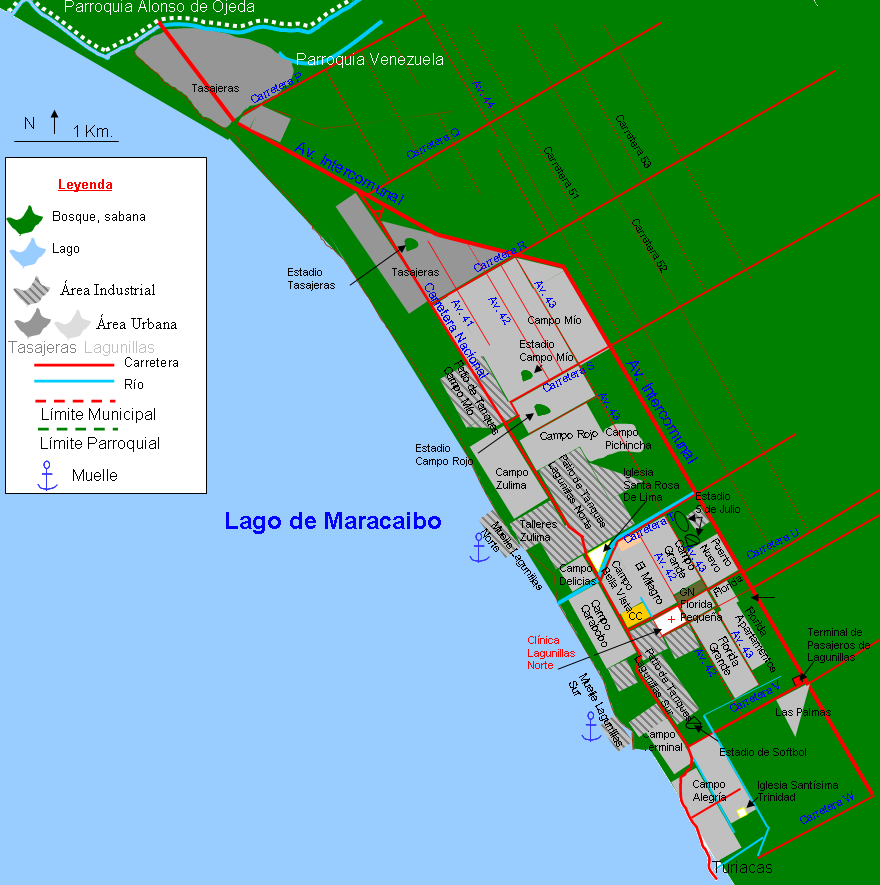
Mapa de Lagunillas, sólo se muestran las calles principales y las que sirven de límite a los sectores, existen muchas más calles secundarias, se muestra junto a Tasajeras

Entre los sectores de Lagunillas se encuentran:
- Campo Mío
- Campo Rojo
- Campo Florida Grande y Pequeña
- Campo Carabobo Norte y Sur
- Campo Milagro
- Campo Alegría
- Campo Terminal
- Campo Bella Vista
- Campo Puerto Nuevo
- Campo Pichincha
- Campo Grande
- Campo Delicias
- Campo Las Palmas
- Campo Zulima
- Campo Lara

## Zona Residencial
Lagunillas está compuesta por campos petroleros y sectores construidos alrededor de estos, se encuentra totalmente bajo el nivel del mar por lo que el estado del muro de contención es una preocupación constante de sus habitantes y su reubicación una meta.
A semejanza de Tía Juana, Lagunillas tiene poca infraestructura comercial, con un supermercado, una clínica (de PDVSA), el estadio 5 de julio, las escuelas de PDVSA, escuela nacional Domitila Flores, farmacia SAAS, ciber de Bodacho, tiendas La Uno, entre otros.

## Vialidad y Transporte
Las carreteras principales de Lagunillas corresponden al sistema de coordenadas de las petroleras, siendo de norte a sur la R,S,T,U,V,W y X, y de oeste a este de la 42,43,44,51 y 52.
La Av. Intercomunal que llega hasta Cabimas la conecta con otros pueblos de la Costa Oriental del Lago de Maracaibo, a su vez la carretera San Pedro - Lagunillas le da entrada al estado Trujillo, la carretera U es su salida a la carretera Lara - Zulia, pasando por El Menito.
Las líneas interurbanas son las que comunican Lagunillas entre ellas San José - Campo Mío, El Danto (que pasa por El Menito) y Cabimas - Lagunillas. 
Lagunillas cuenta con un terminal de pasajeros en la carretera V que la conecta con otras poblaciones y otros estados. Según el alcalde de Lagunillas este terminal está en vía de ser cerrado para ser sustituido por el terminal de la N con 42 en Ciudad Ojeda como único terminal del municipio.
Las líneas que actualmente laboran en el terminal de Lagunillas son:
- Cabimas - Lagunillas. (Logo Blanco, letras rojas).
- Lagunillas - Cabimas. (Logo Amarillo, letras rojas).
- Tamare - Lagunillas. (Logo Verde, letras blancas).
- Bachaquero - Lagunillas.
- Mene Grande - Lagunillas.
- Valera - Lagunillas. (Autobuses).

## Sitios de Referencia
- Estadio 5 de Julio. Carretera T.
- Estadio Campo Mío. Carretera S.
- Patio de Tanques Campo Mío. Carretera Nacional con Carretera S
- Patio de Tanques Zulima. Carretera Nacional entre carreteras U y V.
- Terminal de Pasajeros. Carretera V con Av Intercomunal.
- Lagunilleros por el mundo=